# Luigi Volta
| Asteroides descubiertos: 5 | Asteroides descubiertos: 5 |
| -------------------------- | -------------------------- |
| (1107) Lictoria            | 30 de marzo de 1929        |
| (1115) Sabauda             | 13 de diciembre de 1928    |
| (1191) Alfaterna           | 11 de febrero de 1931      |
| (1238) Predappia           | 4 de febrero de 1932       |
| (1332) Marconia            | 9 de enero de 1934         |

Luigi Volta (Como, 27 de julio de 1876 – Milán, 7 de octubre de 1952) fue un astrónomo italiano.

## Biografía
Bisnieto de Alessandro Volta, en 1898 se graduó en matemáticas en la Universidad de Pavía. Empezó trabajando en los observatorios de Milán, Turín y Heidelberg para luego trasladarse a la estación internacional de Carloforte, en Cerdeña, para realizar investigaciones geofísicas.
En 1925 comenzó a ejercer como profesor en la Universidad de los Estudios de Turín y asumió la dirección del Observatorio Astronómico de Turín. En 1941 se mudó a Milán, donde fue director de los Observatorios Astronómicos de Brera y de Merate. Se convirtió en pensionista en 1951.
Fue presidente de la Sociedad Astronómica Italiana. El Centro de Planetas Menores le acredita el descubrimiento de cinco asteroides, efectuados entre 1928 y 1934.